# Acacia hamersleyensis
Acacia hamersleyensis é uma espécie de leguminosa do gênero Acacia, pertencente à família Fabaceae.